# Fulham Broadway (London Underground)

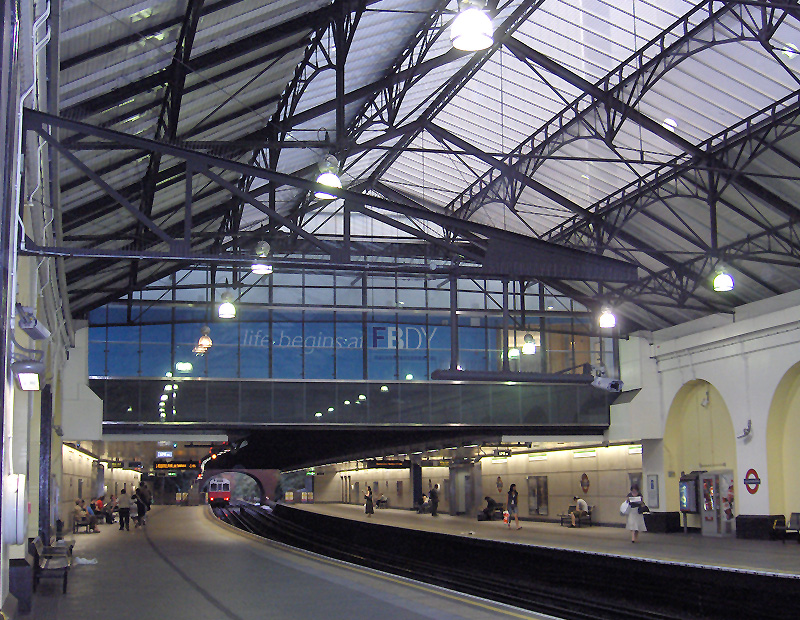
Stationshalle

Fulham Broadway ist eine oberirdische Station der London Underground im Stadtbezirk London Borough of Hammersmith and Fulham. Sie liegt in der Travelcard-Tarifzone 2 an der gleichnamigen Straße und wird von der District Line bedient. Im Jahr 2014 nutzten 10,77 Millionen Fahrgäste die Station. Rund 200 Meter weiter östlich befindet sich Stamford Bridge, das Stadion des Fußballclubs FC Chelsea.

## Geschichte
Eröffnet wurde die Station am 1. März 1880 durch die Metropolitan District Railway (Vorgängergesellschaft der District Line). Sie trug zunächst den Namen Walham Green. Der elektrische U-Bahn-Betrieb begann am 23. Juli 1905. Ihren heutigen Namen erhielt die Station am 2. März 1952. Im Jahr 2003 wurde rund um die Station ein Einkaufszentrum errichtet und es entstand ein neuer, direkter und rollstuhlgängiger Zugang zum Stadion.
Aufgrund der Menschenmengen, die das neue Fußballstadion anzog, wurde das Stationsgebäude 1905 durch einen Neubau des Architekten Harry W. Ford ersetzt. Es steht seit 1985 unter Denkmalschutz (Grade II).
Die Schauspielerin Briony McRoberts kam hier am 17. Juni 2013 ums Leben, nachdem sie von einem Zug erfasst worden war.